# Trausdorf an der Wulka
Trausdorf an der Wulka (Trajštof in croato, Darázsfalu in ungherese) è un comune austriaco di 2 036 abitanti nel distretto di Eisenstadt-Umgebung, in Burgenland. Abitato anche da croati del Burgenland, è un comune bilingue.